# Franz Göring
Franz Göring (Suhl, RDA, 22 de octubre de 1984) es un deportista alemán que compitió en esquí de fondo.
Ganó dos medallas en el Campeonato Mundial de Esquí Nórdico, plata en 2009 y bronce en 2011, ambas en la prueba de relevo.

## Palmarés internacional
| Campeonato Mundial | Campeonato Mundial        | Campeonato Mundial | Campeonato Mundial |
| Año                | Lugar                     | Medalla            | Prueba             |
| ------------------ | ------------------------- | ------------------ | ------------------ |
| 2009               | Liberec (República Checa) | Medalla de plata   | Relevo 4 × 10 km   |
| 2011               | Oslo (Noruega)            | Medalla de bronce  | Relevo 4 × 10 km   |